# Данія на Чемпіонаті світу з водних видів спорту 2015
Данія взяла участь у Чемпіонаті світу з водних видів спорту 2015, який пройшов у Казані (Росія) від 24 липня до 9 серпня.

## Медалісти
| Медаль | Ім'я                  | Вид спорту | Дисципліна                    | Дата     |
| ------ | --------------------- | ---------- | ----------------------------- | -------- |
| 2      | Джанетт Оттесен       | Плавання   | 100 метрів батерфляєм (жінки) | 3 серпня |
| 2      | Джанетт Оттесен       | Плавання   | 50 метрів батерфляєм (жінки)  | 8 серпня |
| 3      | Міе Нільсен           | Плавання   | 100 метрів на спині (жінки)   | 4 серпня |
| 3      | Рікке Меллер Педерсен | Плавання   | 200 метрів брасом (жінки)     | 7 серпня |

## Плавання
Данські плавці виконали кваліфікаційні нормативи в дисциплінах, які наведено в таблиці (не більш як 2 плавці на одну дисципліну за часом нормативу A, і не більш як 1 плавець на одну дисципліну за часом нормативу B):
Серед одинадцяти Данських спортсменів були: володарка тодішнього світового рекорду на дистанції 200 метрів брасом Рікке Меллер Педерсен, бронзова медалістка Олімпіади 2008 на довгій дистанції вільним стилем Лотте Фрійс, а також триразова олімпійська чемпіонка і тодішня чемпіонка світу на 50 м батерфляєм Джанетт Оттесен.
Чоловіки
| Спортсмен                                                 | Дисципліна                        | Попередній заплив | Попередній заплив | Півфінал        | Півфінал        | Фінал           | Фінал           |
| Спортсмен                                                 | Дисципліна                        | Час               | Місце             | Час             | Місце           | Час             | Місце           |
| --------------------------------------------------------- | --------------------------------- | ----------------- | ----------------- | --------------- | --------------- | --------------- | --------------- |
| Віктор Бромер                                             | 100 м батерфляєм                  | 52.53             | 23                | Завершив виступ | Завершив виступ | Завершив виступ | Завершив виступ |
| Віктор Бромер                                             | 200 м батерфляєм                  | 1:54.47           | 2 Q               | 1:54.82         | 4 Q             | 1:54.66         | 5               |
| Сьорен Даль                                               | 50 м батерфляєм                   | 24.13             | =28               | Завершив виступ | Завершив виступ | Завершив виступ | Завершив виступ |
| Мадс Глеснер                                              | 400 м вільним стилем              | 3:48.78           | 17                | Н/Д             | Н/Д             | Завершив виступ | Завершив виступ |
| Мадс Глеснер                                              | 800 м вільним стилем              | 7:51.24           | 13                | Н/Д             | Н/Д             | Завершив виступ | Завершив виступ |
| Андерс Ліе                                                | 200 м вільним стилем              | 1:48.27           | 23                | Завершив виступ | Завершив виступ | Завершив виступ | Завершив виступ |
| Данієль Скаанінг Магнус Вестерманн Сьорен Даль Андерс Ліе | Естафета 4 × 200 м вільним стилем | 7:13.72           | 12                | Н/Д             | Н/Д             | Завершив виступ | Завершив виступ |

Жінки
| Спортсменка                                                         | Дисципліна                    | Попередній заплив | Попередній заплив | Півфінал         | Півфінал         | Фінал            | Фінал            |
| Спортсменка                                                         | Дисципліна                    | Час               | Місце             | Час              | Місце            | Час              | Місце            |
| ------------------------------------------------------------------- | ----------------------------- | ----------------- | ----------------- | ---------------- | ---------------- | ---------------- | ---------------- |
| Пернілла Блуме                                                      | 50 м вільним стилем           | 25.14             | 15 Q              | 24.93            | =13              | Завершила виступ | Завершила виступ |
| Пернілла Блуме                                                      | 100 м вільним стилем          | 54.72             | 15 Q              | 54.60            | 14               | Завершила виступ | Завершила виступ |
| Лотте Фрійс                                                         | 800 м вільним стилем          | 8:23.12           | 3 Q               | Н/Д              | Н/Д              | 8:21.36          | 5                |
| Лотте Фрійс                                                         | 1500 м вільним стилем         | 15:54.23          | 2 Q               | Н/Д              | Н/Д              | 15:49.00         | 4                |
| Міе Нільсен                                                         | 50 м на спині                 | 27.89             | 5 Q               | 27.63            | 3 Q              | 27.73            | 5                |
| Міе Нільсен                                                         | 100 м на спині                | 59.40             | 4 Q               | 58.84            | 2 Q              | 58.86            | 3                |
| Джанетт Оттесен                                                     | 50 м вільним стилем           | 24.66             | 5 Q               | 24.61            | 9                | Завершила виступ | Завершила виступ |
| Джанетт Оттесен                                                     | 50 м батерфляєм               | 25.51             | 2 Q               | 25.27            | 2 Q              | 25.34            | 2                |
| Джанетт Оттесен                                                     | 100 м батерфляєм              | 57.79             | 2 Q               | 57.04            | 2 Q              | 57.05            | 2                |
| Рікке Меллер Педерсен                                               | 50 м брасом                   | 31.48             | 23                | Завершила виступ | Завершила виступ | Завершила виступ | Завершила виступ |
| Рікке Меллер Педерсен                                               | 100 м брасом                  | 1:07.39           | 13 Q              | 1:07.42          | 12               | Завершила виступ | Завершила виступ |
| Рікке Меллер Педерсен                                               | 200 м брасом                  | 2:23.90           | 6 Q               | 2:21.99          | 1 Q              | 2:22.76          | 3                |
| Пернілла Блуме Mie Ø. Nielsen Джанетт Оттесен Рікке Меллер Педерсен | Естафета 4 × 100 м комплексом | 3:58.38           | 5 Q               | Н/Д              | Н/Д              | 3:57.61          | 5                |